# Arkus funkcije
Arkus funkcija u matematici je inverzna funkcija suženju trigonometrijske funkcije na odabrani interval kako bi funkcija postala bijekcija.
Najčešći arkusi funkcije: arkus sinus (arcsin ili asin), arkus kosinus (arccos ili acos), arkus tangens (arctan ili atan) i arkus kotangens (arccot ili acot).